# Sebastião Leme da Silveira Cintra
Sebastião Leme da Silveira Cintra, o Cardeal Leme GCC (Espírito Santo do Pinhal, 20 de janeiro de 1882 — Rio de Janeiro, 17 de outubro de 1942), foi o segundo cardeal brasileiro. Foi Arcebispo de Olinda e Recife e Arcebispo do Rio de Janeiro.
Exerceu relevante papel nos dias finais da Revolução de 1930, quando convenceu o renitente presidente Washington Luís Pereira de Sousa a entregar o poder aos revoltosos.

## Biografia

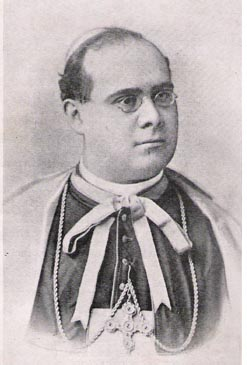
Cardeal Leme em sua juventude.

Nascido em Espírito Santo do Pinhal, interior de São Paulo, era filho de Francisco Furquim Leme e Dona Ana Pio da Silveira Cintra. Estudou na Pontifícia Universidade Gregoriana de Roma, entre 1897 e 1904. Ordenado padre em 28 de outubro de 1904, em Roma, regressa nesse mesmo ano ao Brasil. Foi pró-vigário geral de São Paulo, entre 1909 e 1911.
Eleito bispo-titular de Orthosia da Fenicia e nomeado bispo-auxiliar de São Sebastião do Rio de Janeiro, em 24 de março de 1911, foi consagrado em 24 de junho, em Roma, pelo Cardeal Joaquim Arcoverde de Albuquerque Cavalcanti, arcebispo de São Sebastião do Rio de Janeiro, assistido por Dom Francisco do Rêgo Maia, arcebispo titular de Nicopoli al Nesto, e por Don Juan Nepomuceno Terrero y Escalada, bispo de La Plata. Foi promovido a sé metropolitana de Olinda em 29 de abril de 1916, tornou-se também arcebispo de Recife quando a Sé foi unida a Olinda, em 29 de abril de 1918. Nomeado arcebispo-titular de Pharsalus e nomeado arcebispo-coadjutor do Rio de Janeiro, com direito de sucessão, em 15 de março de 1921. A 20 de Agosto de 1928 foi agraciado com a Grã-Cruz da Ordem Militar de Cristo de Portugal. Sucedeu à sé metropolitana de São Sebastião do Rio de Janeiro em 18 de abril de 1930, após a morte do cardeal Arcoverde.

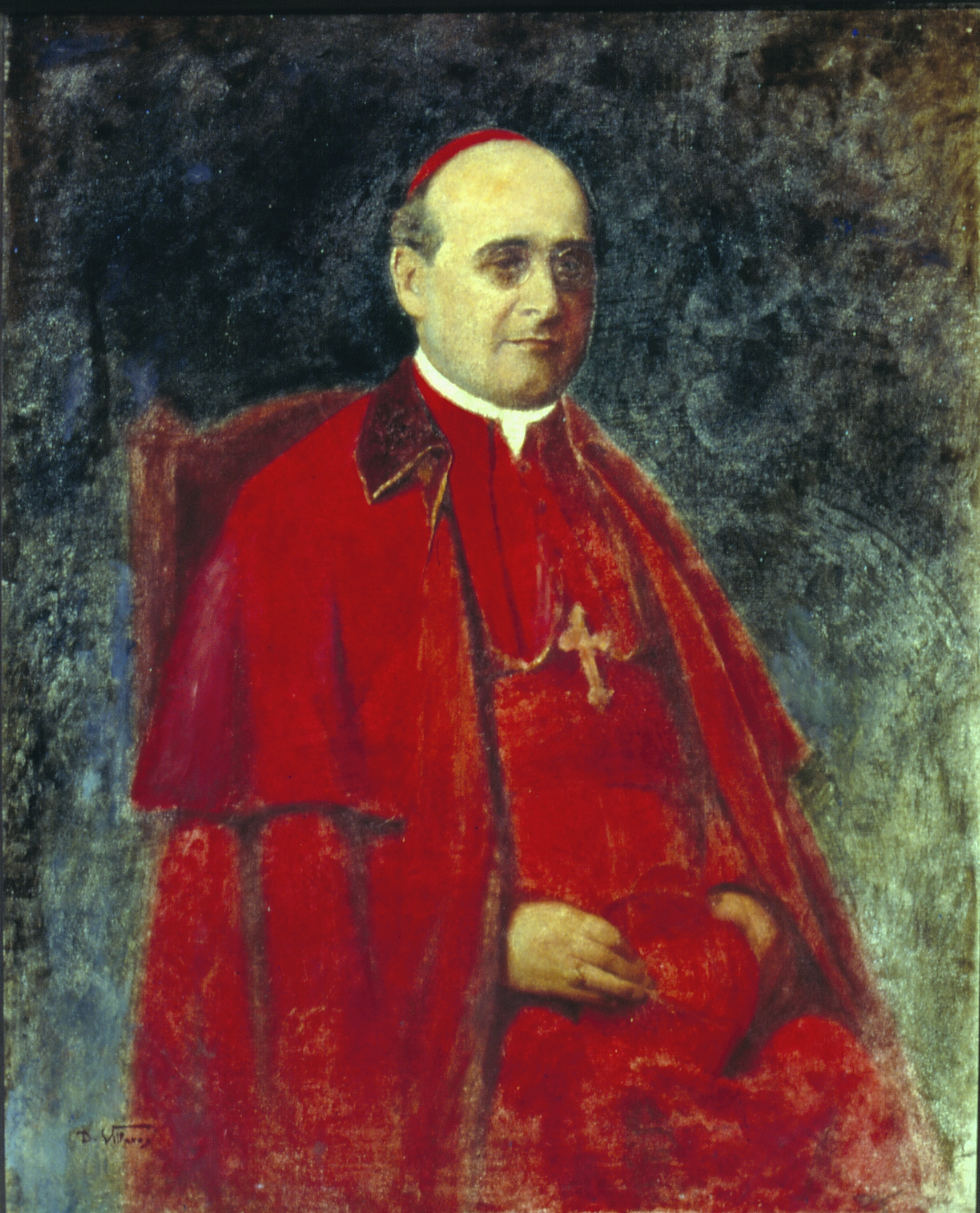
Em pintura de Décio Villares, no Museu Paulista.

No início da década de 1920, quando assumiu como coadjutor do enfermo Cardeal Arcoverde, Dom Leme trabalhou incansavelmente em diversas frentes. Convocou, em 1922, o primeiro Congresso Eucarístico no Brasil, em ocasião da comemoração do centenário da Independência; reabriu, em 1924, o Seminário São José, o mais antigo do Brasil; inaugurou, em 1926, o Santuário Nacional de Adoração Perpétua;  criou, na década de 1940, a PUC-Rio. 
Nesta já grandiosa coroa de obras, é possível ainda acrescentar mais uma: a fundação, em 1934, do Pontifício Colégio Pio Brasileiro. Desde 1927, D. Leme reuniu o episcopado nacional em torno de uma campanha para a construção, em Roma, de um colégio que pudesse acolher seminaristas e sacerdotes brasileiros que prosseguiam seus estudos na Cidade Eterna. Desde a segunda metade do séc. XIX, muitos sacerdotes e prelados brasileiros, incluindo o próprio D. Leme, haviam estudado no Colégio Pio Latino-Americano. Com o crescimento, porém, das vocações e do desejo dos bispos de ter em suas dioceses sacerdotes formados junto da Cátedra de São Pedro, viu-se a necessidade de que a nação brasileira contasse com uma casa própria em Roma. Dessa forma, D. Leme liderou a campanha que moveu os católicos de todo o Brasil a contribuir para a construção do Colégio Pio Brasileiro, tendo só a Arquidiocese do Rio de Janeiro contribuído com a vultosa soma de um milhão de liras.
Foi criado cardeal-presbítero no consistório de 30 de junho de 1930, recebendo o barrete cardinalício e o título de Ss. Bonifacio ed Alesio em 3 de julho. No momento do seu desembarque no Rio de Janeiro, em 19 de outubro, ocorria a Revolução de 1930, momento que teve de desempenhar a figura de conciliador. Dadas as forças em embate, conseguiu convencer Washington Luís a deixar o governo, antes de um possível derramamento de sangue.

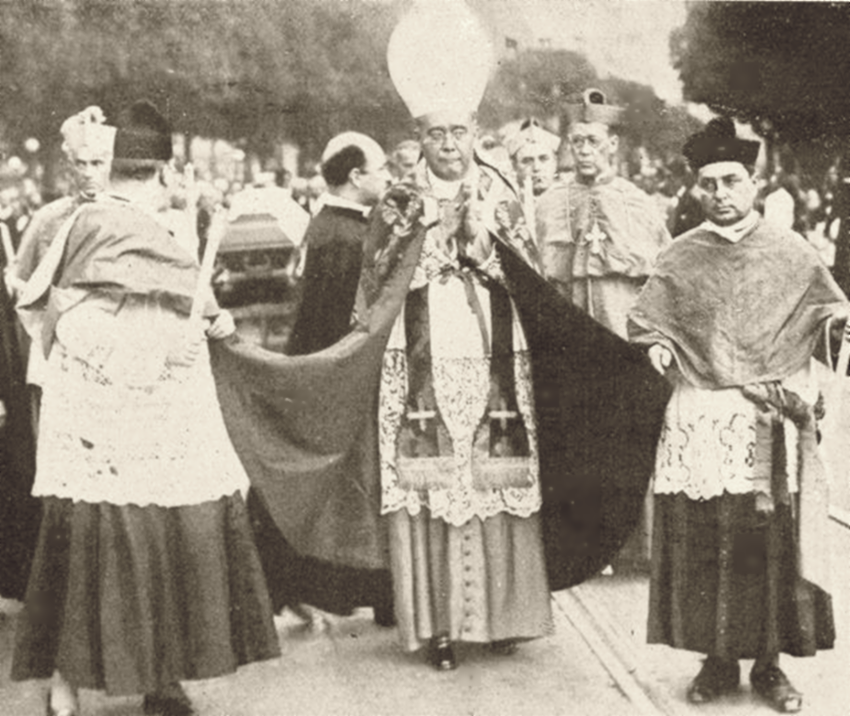
O Arcebispo D. Sebastião Leme à frente do cortejo fúnebre do Cardeal Arcebispo do Rio de Janeiro, rumo à Catedral Metropolitana do Rio de Janeiro, em abril de 1930.

Legado papal para a consagração do monumento do Cristo Redentor, no Rio de Janeiro em 14 de setembro de 1931, para o Congresso Eucarístico Nacional, na Bahia, em 15 de junho de 1933 e para o Congresso Eucarístico Nacional, em Belo Horizonte, em 27 de julho de 1936. Legado papal ao Concílio Plenário do Brasil e do Congresso Eucarístico Nacional, em Recife, em 21 de julho de 1939. Foi fundador da Pontifícia Universidade Católica do Rio de Janeiro, em 1941. A PUC-Rio dedicou a D. Leme da Silveira o primeiro dos edifícios que atualmente compõem o seu campus na Gávea, o edifício Cardeal Leme.
Faleceu no Rio de Janeiro em 17 de outubro de 1942 em seu aposento do Palácio São Joaquim. Está sepultado no Santuário do Coração Eucarístico de Jesus, na cidade do Rio de Janeiro.

## Conclaves
- Conclave de 1939 - participou da eleição do Papa Pio XII.